# Avebe
Pour les articles homonymes, voir Avebe (homonymie).
Avebe UA  (abréviation de Aardappelmeel Verkoop Bureau)  est une coopérative agricole germano-néerlandaise, dont le siège se trouve dans le nord des Pays-Bas, spécialisée dans la production à partir de fécule de pomme de terre d'amidon natif et d'amidons dérivés ainsi que de protéines, tous produits destinés à l'alimentation humaine ou animale et à divers secteurs industriels, papier, construction, textiles et colles.
2000 agriculteurs environ, répartis en six districts (deux en Allemagne et quatre aux Pays-Bas) sont adhérents d'Avebe.[réf. nécessaire]
Avebe a des usines aux Pays-Bas, en Allemagne et en Suède. Les usines néerlandaises se trouvent à Foxhol, Ter Apelkanaal et Gasselternijveen.
Avebe est le plus grand producteur mondial de fécule de pomme de terre et de dérivés d'amidon de pomme de terre.

## Historique

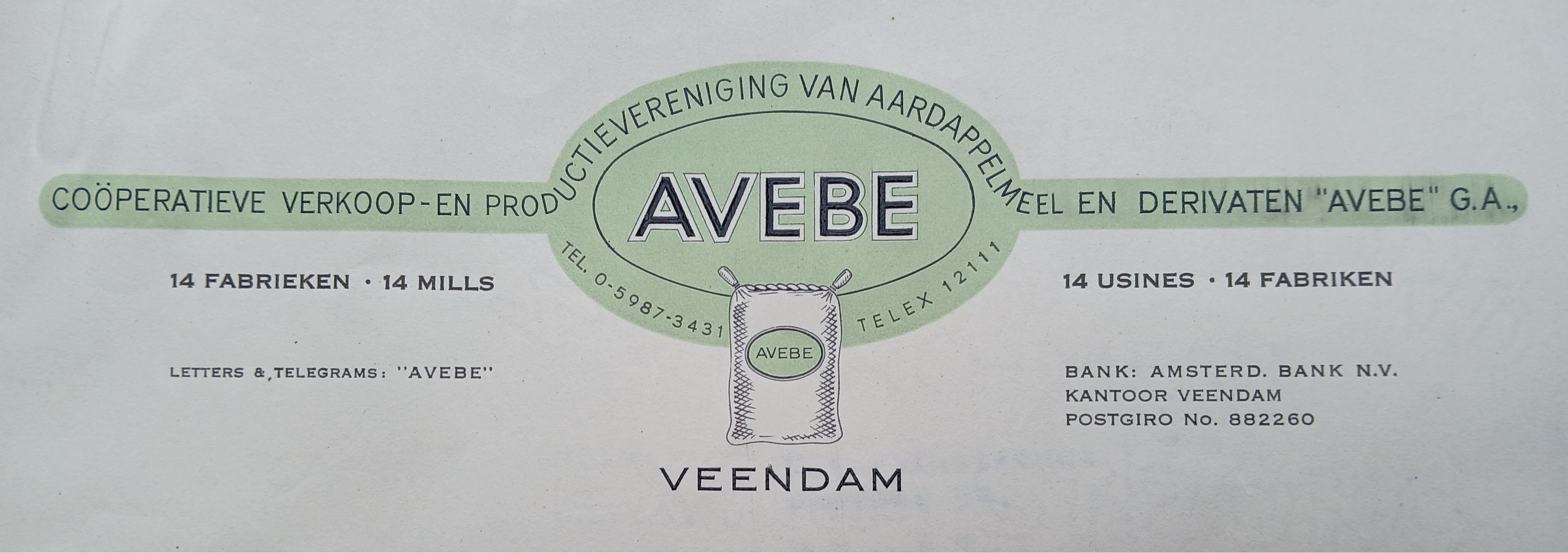
Logo Avebe sur papier à en-tête 1966

L'histoire d'Avebe est liée à celle de la province de Groningue, aux nombreux producteurs privés d'amidon de la région et à l'ancienne société féculière KSH (Royal Scholten-Honig), fondée en 1841 par Albert Willem Scholten, qui fut la première multinationale néerlandaise.
Le nom d'Avebe est dérivé des mots néerlandais Aardappelmeel Verkoop Bureau (Bureau de vente de farine de pommes de terre) (AVEBE). La coopérative a été fondée en 1919 comme un partenariat entre les fabricants de fécule de pomme de terre de la province de Groningue détenus par des agriculteurs producteurs de pommes de terre pour garantir de bons prix de marché pour leur amidon natif. Les coopératives agricoles ont réussi à pousser les entreprises féculières privées d'aller au-delà de l'amidon natif pour produire des amidons dérivés. En 1948, la coopération est devenue une entreprise et le nom a été changé pour Avebe. En 1956, les premiers dérivés ont été produits. En 1978, après la faillite de Scholten, l'intégration en aval de l'industrie de l'amidon de pomme de terre dans la province de Groningue a abouti à la reprise par Avebe de la plus grande partie de la société Scholten. KSH est la dernière entreprise féculière privée  subsistant aux Pays-Bas.
Après avoir progressé au cours des années 1980 et 1990 dans le secteur de la fécule de pomme de terre en Allemagne, et s'être tourné vers d'autres sources d'amidon, comme le blé ou le manioc, la coopérative agricole Avebe a recentré ses activités depuis 2006 autour de la pomme de terre. Avebe produit depuis 2005 de l'amylopectine sans OGM à partir d'amidon de pomme de terre cireuse (Eliane) et investit dans une nouvelle technique de raffinage pour produire des protéines natives de pomme de terre (Solanic) pour des applications alimentaires. En 2007, Avebe et National Starch Food Innovation se sont alliés pour développer les dérivés d'amidon de pomme de terre en dehors de l'Europe. Également en 2007 DSM Food Specialties et Avebe ont conclu une alliance pour développer une nouvelle technologie de  transformation enzymatique de l'amidon (Etenia),.